# Бор'є (Кальник)
Бор'є (хорв. Borje) — населений пункт у Хорватії, у Копривницько-Крижевецькій жупанії у складі громади Кальник.

## Населення
Населення за даними перепису 2011 року становило 137 осіб.
Динаміка чисельності населення поселення: